# Granville Hedrick
Granville Hedrick (2 de septiembre de 1814-22 de agosto de 1881) fue un líder del Movimiento de los Santos de los Últimos Días, después de la crisis de sucesión de 1844. En 1863, Hedrick se convirtió en el líder fundador de la Iglesia de Cristo (Terreno del Templo), que es una de las muchas iglesias que afirman ser una continuación de la Iglesia de Cristo fundada por Joseph Smith en 1830.

## Historia

### Membresía en La Iglesia de Jesucristo de los Santos de los Últimos Días
En 1843 en el condado de Woodford, Illinois, Hervey Green, un misionero de la Iglesia, bautizó a Hedrick en La Iglesia de Jesucristo de los Santos de los Últimos Días, Green también ordenó a Hedrick al oficio sacerdotal de anciano, poco después de ser bautizado, poco después de su bautismo, se sintió insatisfecho con la iglesia y se mudó a Galena, Illinois, para trabajar en las minas de plomo. Después del asesinato de los hermanos Smith, en junio de 1844, varios líderes del Movimiento de los Santos de los Últimos Días, incluidos Brigham Young, Sidney Rigdon y James Strang, afirmaron ser el sucesor legítimo de Joseph Smith, como líder de la Iglesia de Jesucristo de los Santos de los Últimos Días, que Smith había fundado en 1830 como la Iglesia de Cristo. Cada candidato a líder estableció su propia organización rival, cada una de ellas afirmando ser la verdadera sucesora de la iglesia. Algún tiempo después de la muerte de Smith, William O. Clark volvió a bautizar a Hedrick en la Iglesia de Jesucristo de los Santos de los Últimos Días. Hedrick viajó aNauvoo, Illinois, para unirse al grupo de los Santos de los Últimos Días dirigido por Brigham Young. Sin embargo, consideró que las condiciones en Nauvoo eran peligrosas y volátiles en ese momento y, en cambio, se estableció cerca del arroyo Crow Creek, ubicado en el Condado de Marshall, Illinois, bajo el liderazgo espiritual de Gladden Bishop.

## Liderazgo de las ramas no afiliadas
A fines de la década de 1850, la organización de los Santos de los Últimos Días liderada por Brigham Young se había mudado a Utah, y la organización de Sidney Rigdon se había disuelto. Sin embargo, quedaron varias ramas de los Santos de los Últimos Días en Illinois e Indiana. En ese momento, estas ramas no estaban afiliadas formalmente a ninguna organización de Santos de los Últimos Días. Entre ellos se encontraba una rama de los Santos de los Últimos Días en Crow Creek, Illinois, que había sido dirigida por Hedrick desde abril de 1857. 
En junio de 1857, la rama de Hedrick y los Santos de los Últimos Días de otras ramas no afiliadas se reunieron para una conferencia conjunta. A la conferencia asistió John E. Page, uno de los hombres que había sido apóstol de la iglesia durante el liderazgo de Joseph Smith en la iglesia. Después de la conferencia, Page se convirtió en partidario de estas ramas no afiliadas de los Santos de los Últimos Días, y continuaron reuniéndose para celebrar conferencias de lo que sentían que era el remanente continuo de la verdadera Iglesia de Cristo. 
En una conferencia de estas ramas en mayo de 1863, Page ordenó a Hedrick, David Judy, Jedediah Owen y Adna C. Haldeman al oficio de apóstol del sacerdocio. En una conferencia en julio de 1863, se propuso que los miembros de las ramas no afiliadas nominaran a una persona para serpresidente del sumo sacerdociode la iglesia. Page nominó a Hedrick, y con el consentimiento de los Santos de los Últimos Días en la conferencia, Page, Judy, Owen y Haldeman ordenaron a Hedrick para ser el presidente del sumo sacerdocio, profeta, vidente, revelador y traductor de la Iglesia de Cristo, todos los puestos que había ocupado el Profeta Joseph Smith. De manera típica entre varias facciones del Movimiento de los Santos de los Últimos Días, los seguidores de Hedrick fueron llamadosHedrickitas.

## Revelaciones de Hedrick
Un mes después de su ordenación, a mediados de julio de 1863, Hedrick comenzó a producir revelaciones que afirmaban que el orgullo de Joseph Smith le hizo producir revelaciones falsas. Como resultado, se dijo que Smith introdujo doctrinas en la iglesia que eran inconsistentes con la palabra de Dios tal como se encuentra en la Santa Biblia y el Libro de Mormón. Hedrick declaró que Smith era un "profeta caído". Eventualmente, Hedrick decidió que entre los errores introducidos por Smith estaba la creación de un presidente de la iglesia y la Primera Presidencia de la iglesia. A partir de entonces, Hedrick repudió su ordenación de 1863 a estos puestos, sosteniendo que la verdadera Iglesia de Cristo debía estar encabezada solamente por un anciano presidente, cargo que fue eliminado por el voto de los apóstoles en 1925, otras doctrinas rechazadas por Hedrick incluían el matrimonio plural, el matrimonio celestial, la exaltación, la pluralidad de dioses, el diezmo, es decir la entrega de una décima parte de los ingresos, y la existencia del oficio de sumo sacerdote.

## Regreso al condado de Jackson, Misuri
El 24 de abril de 1864, Hedrick presuntamente tuvo una revelación, que ordenaba a sus seguidores que regresaran a Independence, Misuri, un municipio ubicado en el Condado de Jackson, Misuri, en 1867, para iniciar una reunión de los Santos de los Últimos Días en la región. El hermano rico de Granville, John A. Hedrick, y otras dos familias, fueron posiblemente los primeros mormones en regresar a Independence, Misuri, y en residir allí. John Hedrick compró una granja de 245 acres (0,99 km2) al este de la ciudad el 11 de octubre de 1865. Los hedrickitas se trasladaron en carretas cubiertas al condado de Jackson en febrero de 1867. Los seguidores de Hedrick fueron el primer grupo de Santos de los Últimos Días en regresar a esta área, de donde habían sido expulsados a finales de la década de 1830, por una culpa de una orden ejecutiva emitida por el governador de Misuri. Granville Hedrick, no fue a vivir a Independence, hasta finales de 1868 o principios de 1869. Los registros muestran que el 29 de mayo de 1868, Granville todavía estaba en Illinois cuando ejecutó un contrato de mandato a nombre de su hermano, John Hedrick.En 1877, los Hedrickitas habían comprado la porción más prominente de unaparcela de tierraque Joseph Smith y Sidney Rigdon habían dedicado en 1831 como la futura ubicación de untemplocon sede en la"Nueva Jerusalén",una Ciudad Santa que debía construirse como preparación para la segunda venida de Jesucristo. Como resultado de su propiedad sobre esa parcela estratégica, que luego se descubrió que contenía las piedras "marcadoras" enterradas colocadas por el Profeta Joseph Smith en 1831, la iglesia de Hedrick pasó a llamarse la Iglesia de Cristo (Terreno del Templo), la iglesia existe hoy con una membresía mundial de aproximadamente 5.000 miembros. Hedrick murió en Independence, Misuri, y fue enterrado en el "cementerio de Hedrick", a unas tres millas (5 km) al noreste del terreno del templo. Su viuda, Eliza Ann Jones Hedrick, murió en Independence, Misuri, el 6 de abril de 1910, y su hijo James A. Hedrick, quien se había desempeñado como secretario general de la iglesia, murió en Independence, Misuri, a los 60 años, el 22 de abril de 1926.